# Andreas Weimann
Andreas Weimann (Viena, 5 de agosto de 1991) es un futbolista austríaco que juega como delantero y su equipo es el Derby County F. C. de la EFL Championship de Inglaterra.

## Trayectoria
Weimann representado al club en la Copa de la Paz 2009 ante la Juventus, Atlante FC y Porto. El delantero fue una figura importante en el equipo de Aston Villa de la Reserva, sobre todo en la temporada 2009-10 de llenar el vacío dejado por Nathan Delfouneso en el que terminó la temporada como máximo goleador de la Reserva Sur de la Liga con nueve goles.
Después de una temporada impresionante en las reservas, Weimann firmó una extensión de contrato que lo vinculaba con el club hasta junio de 2012.
El 8 de mayo de 2010, Weimann fue nombrado en la lista provisional para el último partido de la temporada ante el Blackburn Rovers después de impresionar entrenador Martin O'Neill en la Reserva de Play-off final contra el Manchester United. Sin embargo, él no estaba entre los últimos 18 jugadores seleccionados.
El 16 de mayo de 2010, Weimann fue parte del equipo Aston Villa, que ganó el torneo de fútbol de Hong Kong Sevens. Un elemento destacado de sus actuaciones durante la Copa fue un triplete ante el Yau Yee League Select de Hong Kong.
El 27 de julio de 2010, Weimann anotó dos goles para el Aston Villa en un partido amistoso de pretemporada contra Walsall. Al mes siguiente, el 6 de agosto, Weimann salió de la banca para aparecer en el primer equipo en un amistoso contra españoles Valencia lado.
El 14 de agosto de 2010, Weimann hizo su debut completo para el Aston Villa, en sustitución de Ashley Young como sustituto en el minuto 86 contra el West Ham United. Villa gerente interino Kevin MacDonald llamado Weimann en su plantel de 20 hombres para viajar a Austria para enfrentar al ex club de Rapid Viena en la UEFA Europa League el 19 de agosto de 2010; Él entró como sustituto de Marc Albrighton después de 79 minutos, sólo para ser herido tres minutos después. Él estaba fuera de acción hasta enero de 2011, cuando regresó a los entrenamientos.
El 19 de enero de 2011, firmado por Weimann Watford en un acuerdo de préstamo para el resto de la temporada 2010-11. Hizo su debut con el Watford en la FA Cup derrota vs Brighton and Hove Albion. A continuación, hizo su debut en la liga contra el Crystal Palace en casa el 1 de febrero de 2011, y anotó en el juego. Weimann continuó jugando para el equipo de reserva del Aston Villa durante su cesión al Watford, ya que fue firmado solo por un préstamo juventud. Este tipo de préstamo permite a los jugadores a seguir representando a sus clubes de padres, pero solo para los equipos juveniles y de reserva. Jugó 19 veces en total para Watford, anotando 4 goles.
Weimann primera aparición de la campaña 2011-12 llegó el 23 de agosto de 2011 en la segunda ronda de la Copa de la Liga con un empate en casa contra Hereford United. Él entró como sustituto en la segunda mitad para Darren Bent como Villa avanzó a la siguiente fase de la competición, gracias a una victoria por 2-0. Tres días después, el 26 de agosto, firmó un nuevo contrato que le mantendrá en el Villa Park hasta 2014.
El 26 de agosto de 2011, apenas unas horas después de renovar su contrato Aston Villa, Weimann regresó a Watford en un acuerdo de préstamo segundos hasta enero de 2012. Él hizo tres apariciones del Campeonato de Watford contra el Birmingham City, Lectura y Barnsley lo largo de agosto y septiembre. Sin embargo, poco menos de un mes después, el 23 de septiembre, se anunció que Weimann había sido llamado a su club de padres pronto para hacer frente a problemas de lesiones de montaje.
Tras su regreso al club, Weimann fue directamente a la lista de convocados para el partido de ida en el Queens Park Rangers.
Después de anotar dos hat-tricks en las reservas, los fanes estaban pidiendo Weimann conseguir alguna participación del primer equipo con Darren Bent descartado por una lesión, recogido en Wigan, para la temporada.
El 10 de marzo de 2012, tras subir a un sustituto de Charles N'Zogbia, Weimann anotó su primer gol de Villa en el minuto 92, dando al equipo una victoria 1-0 sobre el Fulham. El objetivo surgió de tiro Gary Gardner, un Weimann jugador sabe mucho acerca de venir a través de las filas de Villa juntos, cuando se perdió el balón por el portero de Fulham y Weimann más rápido reaccionó como él envuelto en el ganador y se convirtió en un favorito instantáneo aficionados. El 9 de abril marcó un gol contra Stoke City en el empate 1-1 y estuvo cerca de conseguir un segundo lugar en el juego.
El 10 de noviembre de 2012, Weimann anotó dos goles ante el Manchester United en Villa Park, y los dos goles mostraron el instinto depredador de Weimann y poder de disparo. El partido finalmente terminó 3-2 ante el Manchester United, pero Weimann recibió una ovación de la multitud Villa Park, cuando fue sustituido. El 11 de diciembre de 2012, Weimann anotó dos goles de Villa, ya que golpearon Norwich City 4-1, que los vio a través de la semifinal de la Copa de la Liga. Cuatro días más tarde, marcó el segundo gol de Villa, lejos de Liverpool después de una combinación ordenada con Christian Benteke, lo que indica una buena asociación y desarrollo de la comprensión entre los dos. Luego anotó ante el Swansea City el 3 de enero de 2013, vuelve a ser asistido por Benteke. Más tarde esa semana, él anotó un ganador minuto 83 en un partido de tercera ronda de la Copa FA contra Ipswich Town Villa para enviar a través de la cuarta ronda. Después de anotar en el partido de ida Weimann, quien entró como sustituto, agarró un gol ante el Bradford City en la semifinal partido de vuelta. Sin embargo, la meta 89 minutos era demasiado tarde para la Villa, ya que fueron eliminados tras perder 4-3 en el global.

## Selección nacional

### Participaciones en Eurocopas
| Copa          | Sede     | Resultado        | Partidos | Goles |
| ------------- | -------- | ---------------- | -------- | ----- |
| Eurocopa 2024 | Alemania | Octavos de final | 1        | 0     |

## Clubes
Actualizado al último partido disputado el 1 de marzo de 2025.
| Club                                     | Div.          | Temporada     | Liga  | Liga  | Copas nacionales | Copas nacionales | Copas internacionales | Copas internacionales | Total | Total |
| Club                                     | Div.          | Temporada     | Part. | Goles | Part.            | Goles            | Part.                 | Goles                 | Part. | Goles |
| ---------------------------------------- | ------------- | ------------- | ----- | ----- | ---------------- | ---------------- | --------------------- | --------------------- | ----- | ----- |
| Aston Villa F. C. Inglaterra             | 1.ª           | 2010-11       | 1     | 0     | 0                | 0                | 1                     | 0                     | 2     | 0     |
| Watford F. C. Inglaterra                 | 2.ª           | 2010-11       | 18    | 4     | 1                | 0                | —                     | —                     | 19    | 4     |
| Watford F. C. Inglaterra                 | 2.ª           | 2011-12       | 3     | 0     | 0                | 0                | —                     | —                     | 3     | 0     |
| Watford F. C. Inglaterra                 | Total club    | Total club    | 21    | 4     | 1                | 0                | 0                     | 0                     | 22    | 4     |
| Aston Villa F. C. Inglaterra             | 1.ª           | 2011-12       | 14    | 2     | 1                | 0                | —                     | —                     | 15    | 2     |
| Aston Villa F. C. Inglaterra             | 1.ª           | 2012-13       | 30    | 7     | 8                | 5                | —                     | —                     | 38    | 12    |
| Aston Villa F. C. Inglaterra             | 1.ª           | 2013-14       | 37    | 5     | 2                | 1                | —                     | —                     | 39    | 6     |
| Aston Villa F. C. Inglaterra             | 1.ª           | 2014-15       | 31    | 3     | 4                | 1                | —                     | —                     | 35    | 4     |
| Aston Villa F. C. Inglaterra             | Total club    | Total club    | 113   | 17    | 15               | 7                | 1                     | 0                     | 129   | 24    |
| Derby County F. C. Inglaterra            | 2.ª           | 2015-16       | 31    | 4     | 2                | 0                | —                     | —                     | 33    | 4     |
| Derby County F. C. Inglaterra            | 2.ª           | 2016-17       | 11    | 0     | 1                | 0                | —                     | —                     | 12    | 0     |
| Wolverhampton Wanderers F. C. Inglaterra | 2.ª           | 2016-17       | 19    | 2     | 2                | 1                | —                     | —                     | 21    | 3     |
| Wolverhampton Wanderers F. C. Inglaterra | Total club    | Total club    | 19    | 2     | 2                | 1                | 0                     | 0                     | 21    | 3     |
| Derby County F. C. Inglaterra            | 2.ª           | 2017-18       | 42    | 5     | 1                | 0                | —                     | —                     | 43    | 5     |
| Bristol City F. C. Inglaterra            | 2.ª           | 2018-19       | 44    | 10    | 2                | 0                | —                     | —                     | 46    | 10    |
| Bristol City F. C. Inglaterra            | 2.ª           | 2019-20       | 45    | 9     | 2                | 0                | —                     | —                     | 47    | 9     |
| Bristol City F. C. Inglaterra            | 2.ª           | 2020-21       | 7     | 2     | 1                | 0                | —                     | —                     | 8     | 2     |
| Bristol City F. C. Inglaterra            | 2.ª           | 2021-22       | 46    | 22    | 1                | 0                | —                     | —                     | 47    | 22    |
| Bristol City F. C. Inglaterra            | 2.ª           | 2022-23       | 43    | 6     | 4                | 1                | —                     | —                     | 47    | 7     |
| Bristol City F. C. Inglaterra            | 2.ª           | 2023-24       | 20    | 1     | 1                | 0                | ―                     | ―                     | 21    | 1     |
| Bristol City F. C. Inglaterra            | Total club    | Total club    | 205   | 50    | 11               | 1                | 0                     | 0                     | 216   | 51    |
| West Bromwich Albion F. C. Inglaterra    | 2.ª           | 2023-24       | 13    | 2     | ―                | ―                | ―                     | ―                     | 13    | 2     |
| West Bromwich Albion F. C. Inglaterra    | Total club    | Total club    | 13    | 2     | 0                | 0                | 0                     | 0                     | 13    | 2     |
| Blackburn Rovers F. C. Inglaterra        | 2.ª           | 2024-25       | 30    | 7     | 4                | 2                | ―                     | ―                     | 34    | 9     |
| Blackburn Rovers F. C. Inglaterra        | Total club    | Total club    | 30    | 7     | 4                | 2                | 0                     | 0                     | 34    | 9     |
| Derby County F. C. Inglaterra            | 2.ª           | 2025-26       | 0     | 0     | 0                | 0                | ―                     | ―                     | 0     | 0     |
| Derby County F. C. Inglaterra            | Total club    | Total club    | 84    | 9     | 4                | 0                | 0                     | 0                     | 88    | 9     |
| Total carrera                            | Total carrera | Total carrera | 485   | 91    | 37               | 11               | 1                     | 0                     | 523   | 102   |
| 1. 2. 3.                                 |               |               |       |       |                  |                  |                       |                       |       |       |